# This Note's for You
This Note's for You è un album del 1988 di Neil Young. Il disco vede un ritorno dell'artista alla sua storica casa discografica, la Reprise Records. L'artista si accompagna con il gruppo Bluenotes, formato per l'occasione.

## Il disco
Lo stile non è sperimentale ma comunque inusuale per Young, si tratta di un soul-R&B dove compaiono pure sezioni di fiati.
C'è una forte critica alla commercializzazione della musica rock, in particolare nella title track; per questa canzone venne realizzato un videoclip parodistico che attaccava le star della musica degli anni ottanta (l'era d'oro dei videoclip e del marketing musicale), in special modo Michael Jackson che aveva un contratto promozionale con la PepsiCo. L'accusa era quindi quella di utilizzare la propria immagine per fare pubblicità: un verso dice "Non canto per la Pepsi/ non canto per la Coca Cola/ io non canto per nessuno/ che mi faccia apparire un pagliaccio". A causa delle controversie, il video venne inizialmente bannato da MTV, secondo la rete a causa di alcune minacce legali da parte degli avvocati di Michael Jackson, ma Neil Young non credette alla loro versione rispondendo pubblicamente al canale, dichiarando:
(Neil Young, lettera a MTV, 1988)
Il canale musicale canadese MuchMusic lo trasmise invece immediatamente e, dopo che divenne un successo su MuchMusic, MTV riconsiderò la sua decisione mettendolo in rotazione pesante. Grazie a questo, il video vinse anche il prestigioso premio Video dell'anno agli MTV Video Music Awards 1989.
È l'ultimo disco "stravagante" di Young prima del ritorno al country-rock tradizionale con il successivo Freedom.

## Tracce
Testi e musiche di Neil Young.
1. Ten Men Workin' – 6:28
2. This Note's for You – 2:05
3. Coupe De Ville – 4:18
4. Life in the City – 3:13
5. Twilight – 5:54
6. Married Man – 2:38
7. Sunny Inside – 2:36
8. Can't Believe Your Lyin' – 2:58
9. Hey Hey – 3:05
10. One Thing – 6:02

## Formazione
- Neil Young - voce, chitarra
- Chad Cromwell - batteria
- Rick Rosas - basso
- Frank Sampedro - tastiere
- Steve Lawrence - sax tenore
- Ben Keith - sax alto
- Larry Cragg - sax baritono
- Claude Cailliet - trombone
- John Fumo - tromba
- Tom Bray - tromba